# Résolution 84 du Conseil de sécurité des Nations unies
Membres permanents
- Chine (Taïwan)
- États-Unis
- France
- Royaume-Uni
- URSS

Membres non permanents
- Cuba
- Égypte
- Équateur
- Inde
- Norvège
- Yougoslavie

Résolution no 83 Résolution no 85
La résolution 84 du Conseil de sécurité des Nations unies est une résolution du Conseil de sécurité de l'ONU qui a été votée le 7 juillet 1950 à la suite de l'offensive de la Corée du Nord contre la Corée du Sud le 25 juin 1950 point de départ de la guerre de Corée.

## Effets
Elle fut adoptée, au même titre que la résolution 83, en l'absence de l'URSS au Conseil de sécurité des Nations unies. Cette absence étant animée d'une volonté de paralyser l'activité du Conseil, elle aurait selon la doctrine dû être assimilée à un veto de l'URSS, et non une abstention.
Elle accorde un rôle central aux États-Unis car l'autorité de l'opération militaire leur est confiée.

## Texte
- Résolution 84 sur fr.wikisource.org
- Résolution 84 sur en.wikisource.org

### Source bibliographique
- M. Albaret, E. Decaux, N. Lemay-Hébert et D. Placidi-Frot, Les grandes résolutions du Conseil de sécurité des Nations-Unies, Dalloz, coll. « Grands arrêts », 2002 (ISBN 978 2 247 12499 2), p. 20-27 commentaire no 3.